# Берлінський штадтбан
52°31′17″ пн. ш. 13°23′45″ сх. д. / 52.52145° пн. ш. 13.39571° сх. д.
Берлінський штадтбан (нім. Berlin Stadtbahn) — головна залізнична магістраль у Берліні, Німеччина, що прямує через Берлін зі сходу на захід. 
Сполучає східний район Фрідріхсгайн із Шарлоттенбургом на заході через 11 проміжних станцій, включаючи Берлін-Головний. 
Берлінський штадтбан часто також визначають як трохи довший маршрут між Берлін-Осткройц і Берлін-Весткройц, хоча це технічно неправильно.
Спочатку лінія була побудована в 1880-х роках. 
Її довжина становить 12 км, і вона повністю піднесена над вулицями міста. 
На чотириколійному маршруті курсують поїзди S-Bahn, Regionalbahn, Regional-Express, Інтерсіті, EuroCity та Intercity-Express.

## Опис
Берлінський штадтбан — естакадна залізниця з віадуками загальною довжиною 8 км, що містить 731 кам'яну арку віадука. 
Ще 2 км лінії розташовані на 64 мостах, які перетинають прилеглі вулиці та (тричі) річку Шпрее. 
Решта дистанції — на насипі.
Лінія містить чотири колії, по дві пари. 
Північна пара зарезервована для використання S-Bahn та електрифікована за допомогою третьої рейки з напругою 750 В постійного струму. 
На S-Bahn є платформи на всіх одинадцяти станціях Stadtbahn. 

Південна пара колій використовується поїздами Regionalbahn, Regional-Express , Intercity , EuroCity та Intercity-Express і електрифікована за німецьким стандартом 15  кВ при 16,7  Гц змінного струму , що живиться від повітряної лінії . Шість станцій Stadtbahn мають платформи на цих коліях, хоча не всі поїзди зупиняються на всіх станціях, залежно від класу та маршруту поїзда.

### Станції
Зі сходу на захід Stadtbahn має станції:
- Берлін-Східний
- Берлін-Янновіцбрюкке[en] (лише S-Bahn)
- Берлін-Александерплац
- Берлін-Хаккешер-Маркт[en] (лише S-Bahn)
- Берлін-Фрідріхштрасе
- Берлін-Головний
- Берлін-Бельвю[en] (лише S-Bahn)
- Берлін-Тіргартен[en] (лише S-Bahn)
- Берлін-Зоологічний Сад
- Берлін-Савіньїплац[en] (тільки S-Bahn)
- Берлін-Шарлоттенбург[en]

### Маршрути
Станом на грудень 2020 року Берлінський штадтбан має такі маршрути:
- (Шпандау — Еркнер)
- (Берлін-Весткройц — Штраусберг-Північний)
- (Потсдам-Головний — Аренсфельде)
- (Берлін-Шпандау[en] — аеропорт BER — термінал 1-2).[4]

Потяги далекого прямування курсують за маршрутами Regionalbahn і Regional-Express RE1 (Магдебург – Айзенхюттенштадт), RE2 (Ратенов – Котбус), RE7 (Дессау – Вюнсдорф-Вальдштадт) і RB14 (Науен – Берлін–Шенефельд). Хоча більшість поїздів InterCity та Intercity-Express зараз прямують через тунель північ — південь через Берлін-Головний. 